# Kamienica Amodejowska w Krakowie
Kamienica Amodejowska – zabytkowa kamienica znajdująca się w Krakowie, w dzielnicy I przy Rynku Głównym 18, na Starym Mieście.
Najwcześniejsze zapisy, wspominające o kamienicy, pochodzą z końca XVI wieku, ale dom na tym miejscu istniał już w średniowieczu. Przebudowana na przełomie XVI i XVII w stylu renesansowym.
Jej nazwa pochodzi podobno od węgierskiego wojewody Amadeja Aby, który wsparł Łokietka podczas buntu wójta Alberta.
W drugiej połowie XVII wieku była własnością rajcy B. Amadei. Uległa zniszczeniu w wielkim pożarze Krakowa w 1850 roku. Została odbudowana, według projektu Feliksa Radwańskiego, lecz połączono ją z sąsiadującą kamienicą Hetmańską. Pierwotny kształt odzyskała po rewaloryzacji w latach 1980–1987.
Obecnie znajduje się w niej hostel.
23 maja 1932 kamienica została wpisana do rejestru zabytków. Znajduje się także w gminnej ewidencji zabytków.

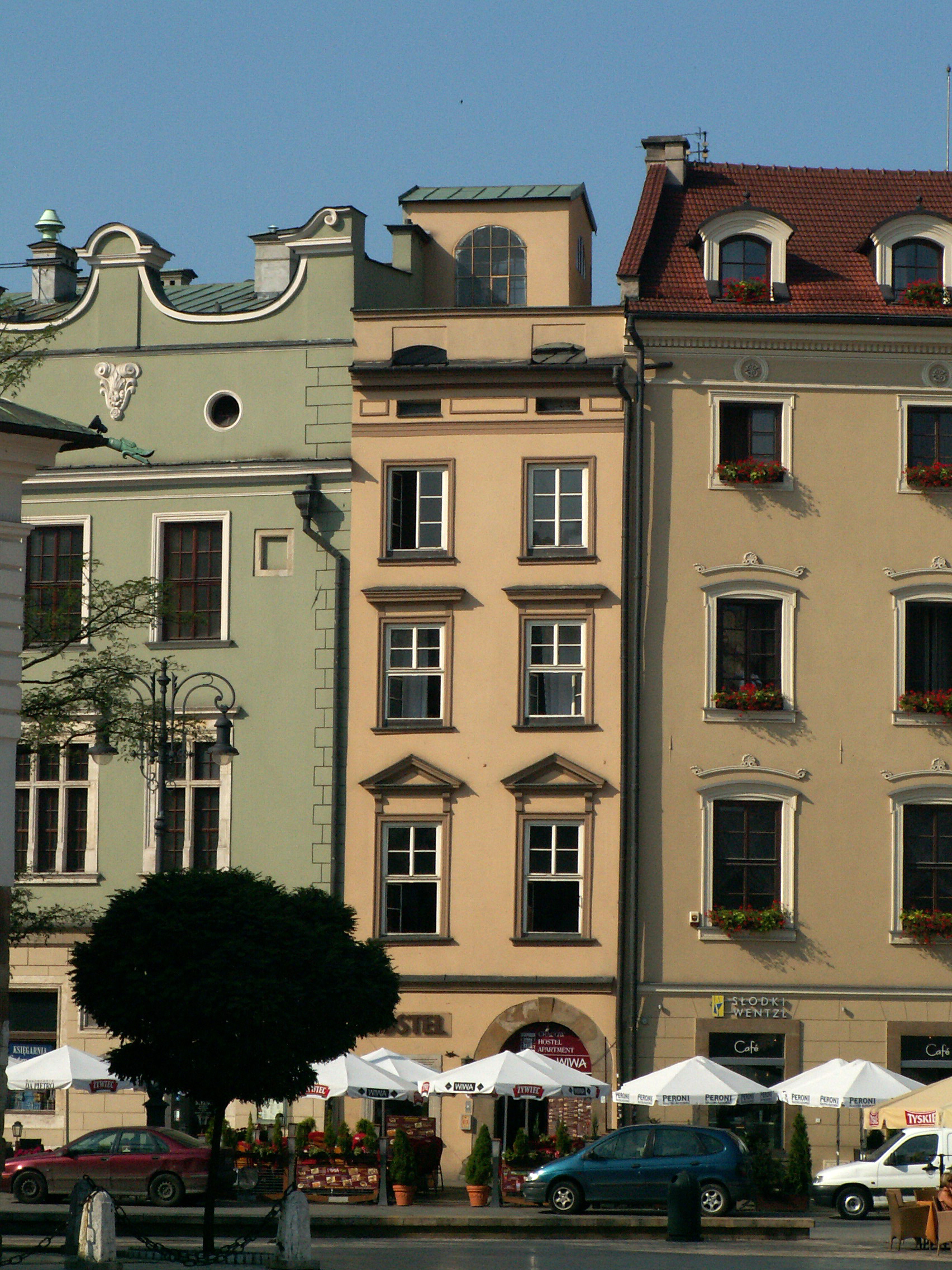
Kamienica w 2010